# Agapornis fischeri
L'inseparabile di Fischer (Agapornis fischeri Reichenow, 1887) è una specie di uccello appartenente alla famiglia dei pappagalli, genere Agapornis. Fu scoperto la prima volta alla fine del 1800, ed allevato in cattività la prima volta nel 1926 negli Stati Uniti. Deve il nome all'esploratore tedesco Gustav Fischer.

## Descrizione

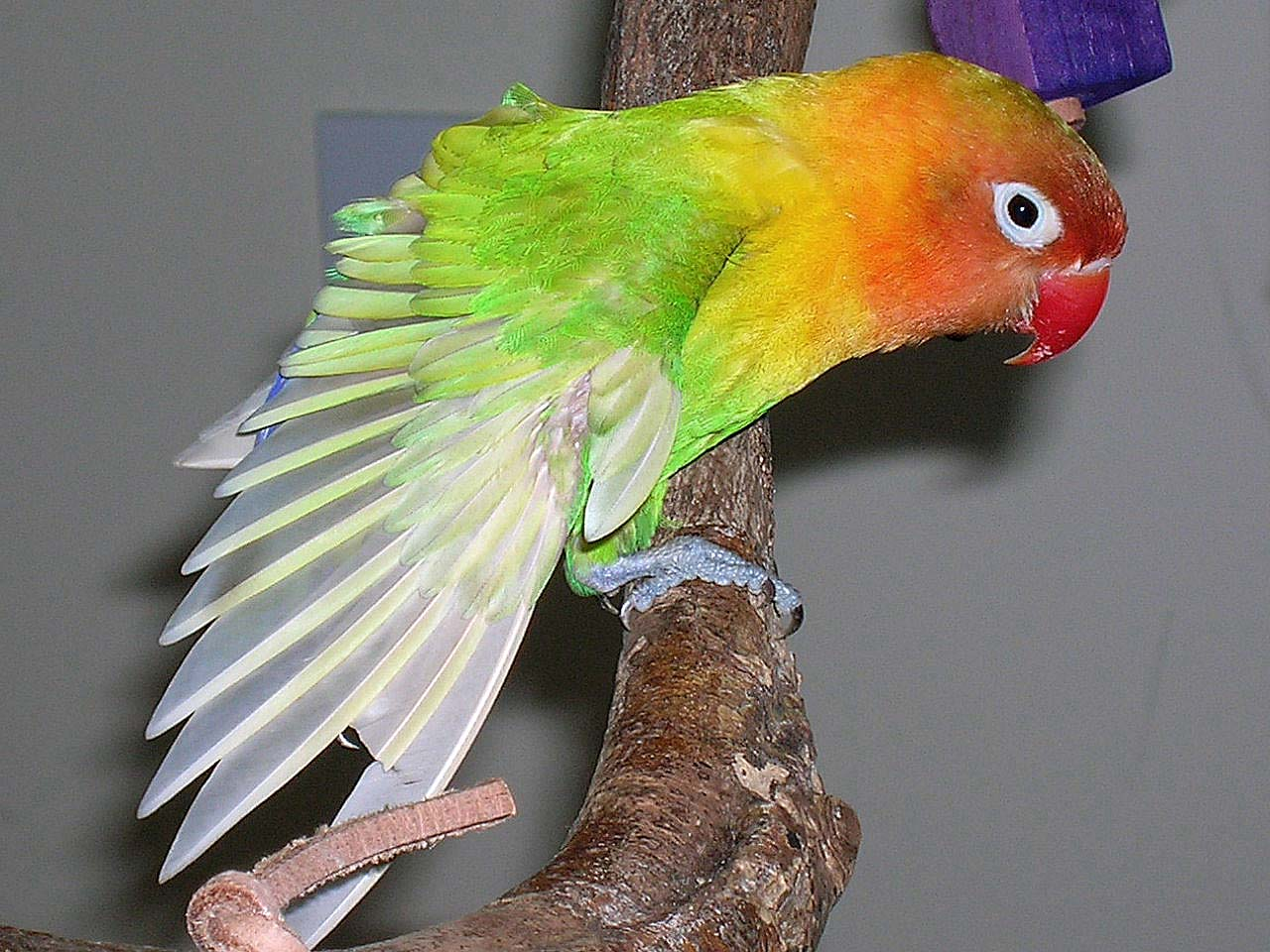
Soggetto ancestrale con dettaglio dell'ala

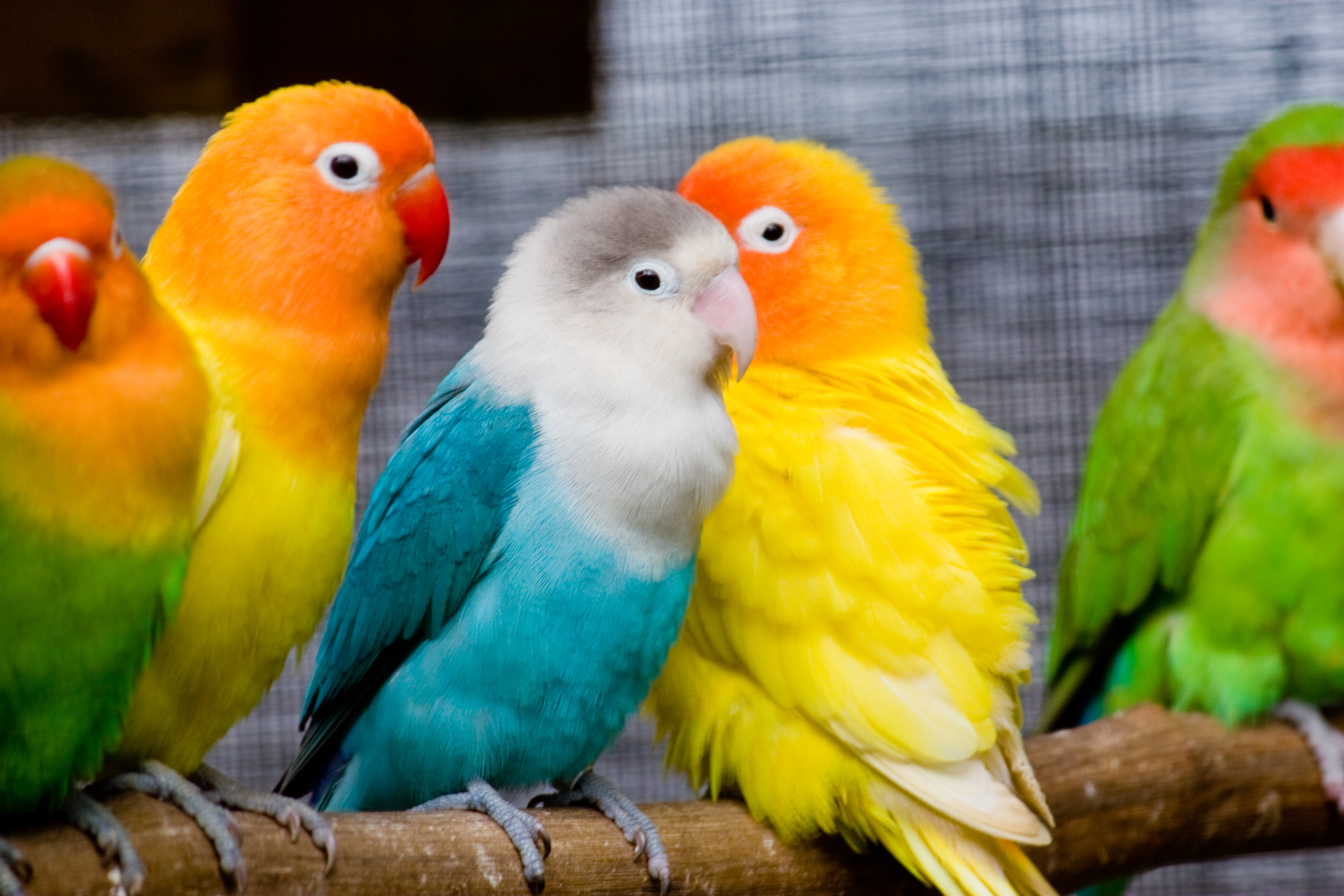
Mutazioni di colore: Lutino (arancio) e Fisher Blu

Come tutti gli inseparabili, anche gli Agapornis fischeri sono alti circa 15 cm e pesano circa 40 grammi. La femmina è uguale al maschio poiché la razza non presenta segni di dimorfismo sessuale.
Nella varietà ancestrale o naturale il piumaggio è prevalentemente verde, più scuro sulle ali e più chiaro sul petto. la testa invece è arancione-pesca intenso sul davanti e tendente al marroncino sulla nuca.
Il becco è rosso acceso negli esemplari adulti, più chiaro nei giovani. Gli occhi neri sono contornati da un anello di pelle nuda bianca, detto anello perioftalmico. 
Infine, le piume del groppone (cioè del sopra-coda) sono blu scuro.
Sono state riprodotte molte altre forme attraverso gli incroci in cattività.
Tra esse l'apprezzata Lutino con corpo giallo-sole, testa e collo pesca-arancio e becco rosso. Esiste, infine, una variante di Fischer nei toni del verde azzurro, detta Fischer Blu. Ha corpo verde azzurro, testa e collo bianchi, becco color pesca e groppone blu scuro.
Sebbene abbiano spiccata intelligenza non parlano.

## Distribuzione e habitat
Sono originari delle nazioni africane del Kenya e della Tanzania dove vivono in colonie tra i 1.000 e i 1.700 metri di quota.
La specie è a rischio di estinzione. Questo rende ancora più necessario assicurarsi che l'esemplare che si desidera acquistare sia nato in un allevamento e non sia stato violentemente e illegalmente strappato alle sue abitudini ed al suo habitat naturale.
Gli esemplari nati in cattività, già abituati alla presenza dell'uomo, si presentano solitamente affettuosi, socievoli e adatti alla vita domestica. Ciò li rende i più diffusi pappagalli da compagnia dopo le cocorite.

## Riproduzione

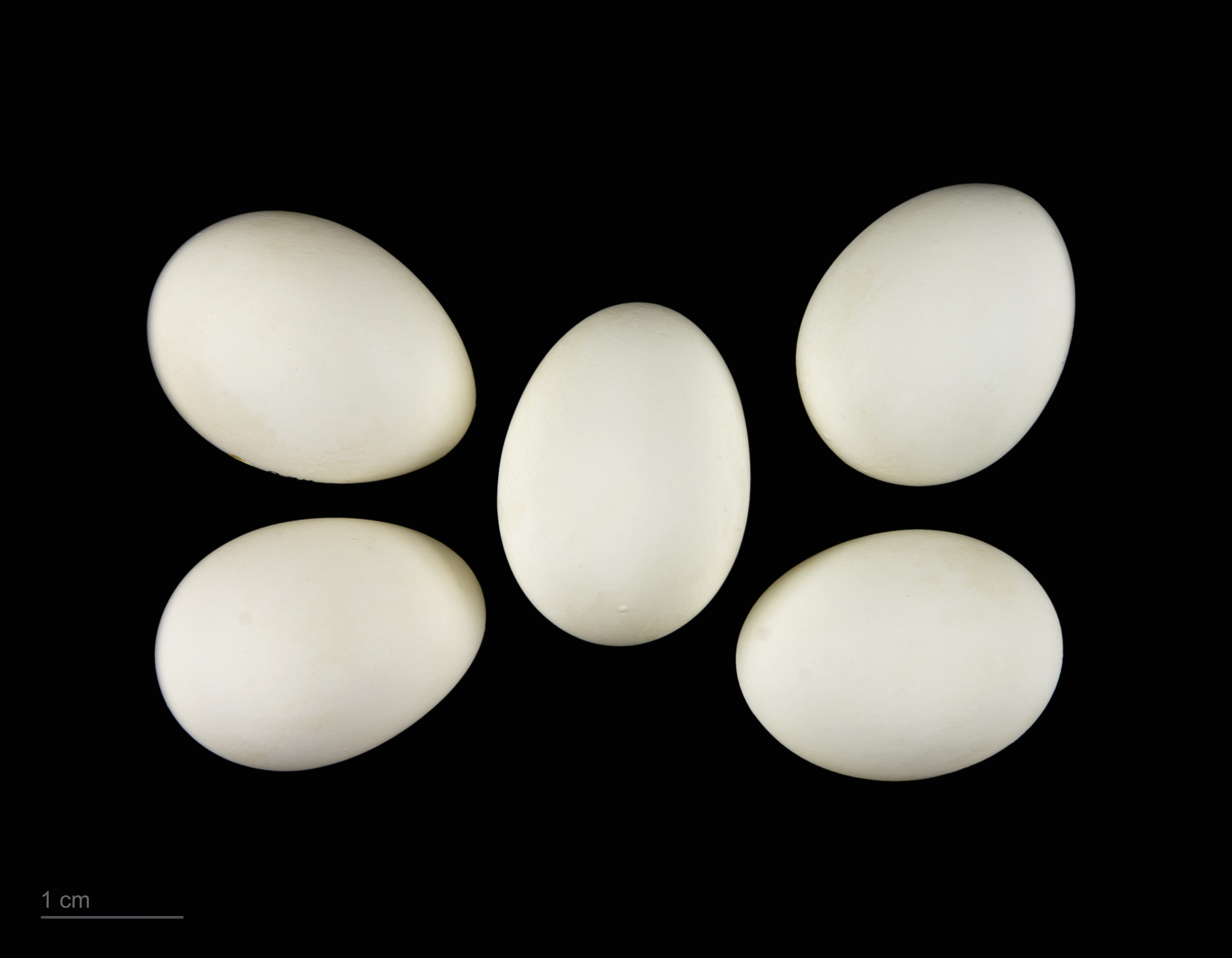
Agapornis fischeri

Gli Agapornis fischeri covano, da una a due volte, nel periodo da maggio a giugno. La cova ha una durata di 22-23 giorni, e dà dalle 3 alle 6 uova.
È indispensabile che gli uccelli si bagnino spesso durante la cova poiché l'alto tasso di umidità garantisce la schiusa.
I piccoli usciranno dal nido verso tra il 35º e il 38º giorno. In libertà costruiscono il nido in colonie di più elementi nelle cavità di grossi arbusti. In cattività foderano di rami di salice o di fili d'erba dei semplici nidi a scatola.

## Biologia in libertà e in cattività

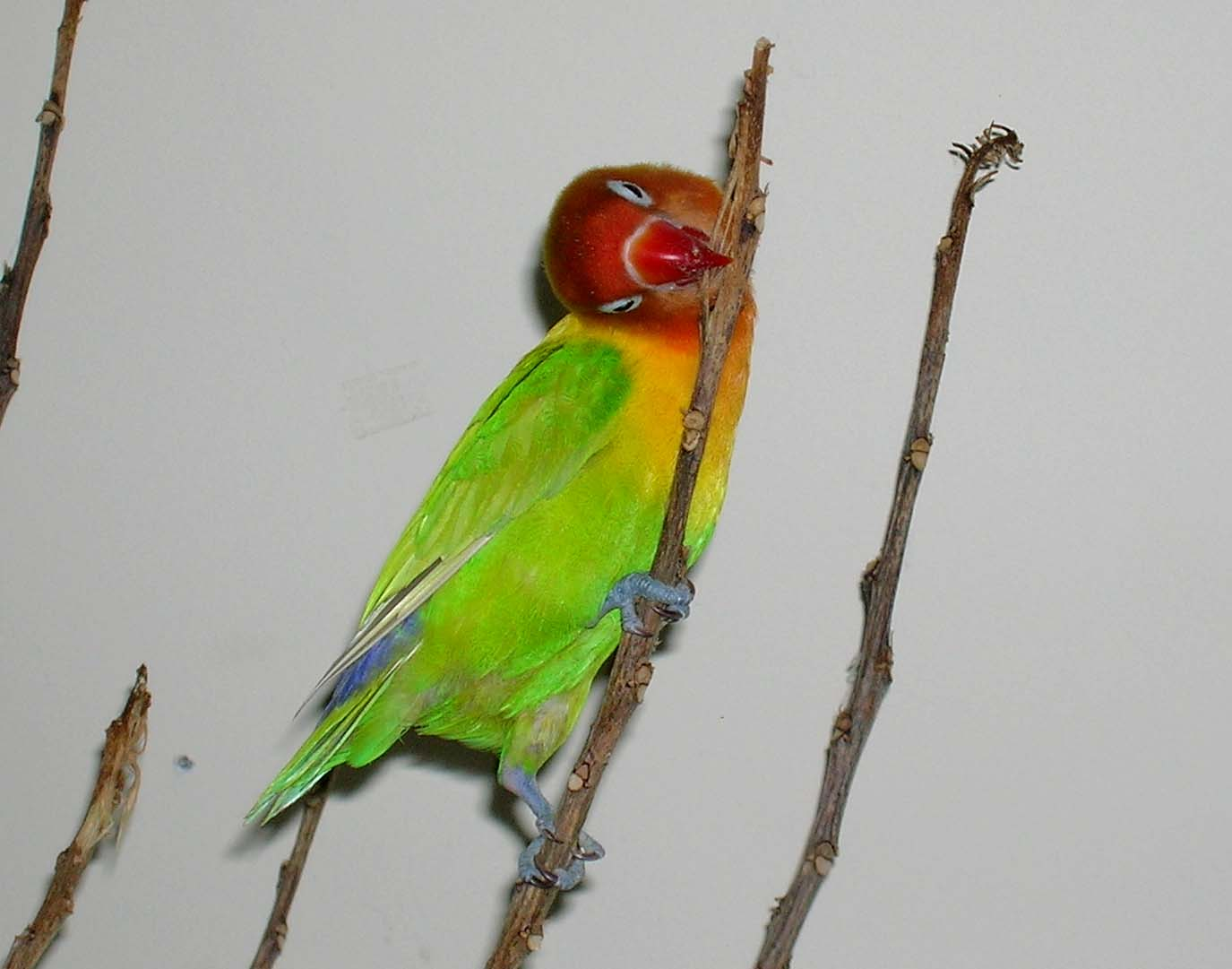
Inseparabile intento a mordicchiare oggetti, attività frequente del curioso animale

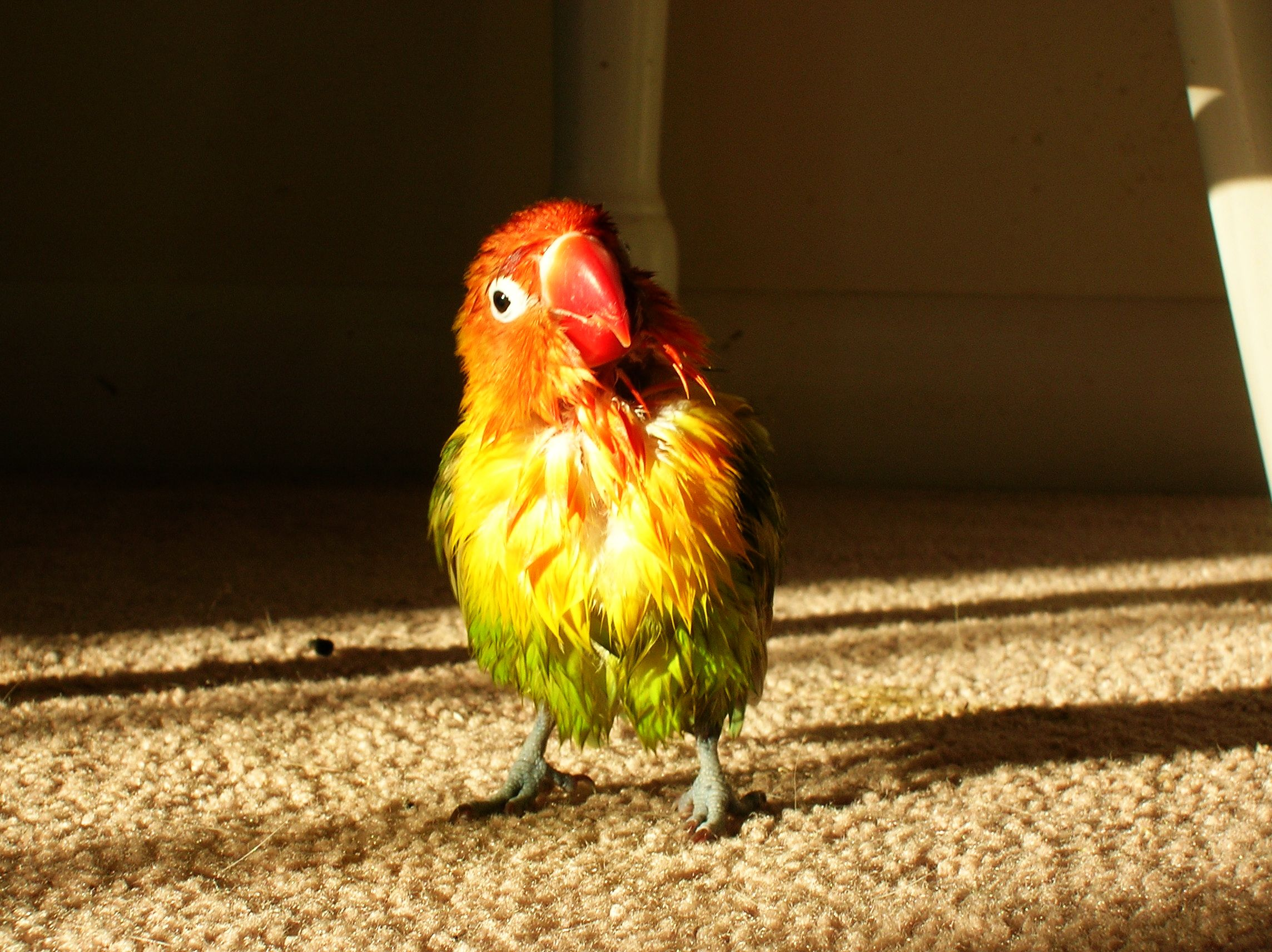
Inseparabile dopo un apprezzato bagno

Sono uccelli estremamente adattabili tanto che, data la massiccia e prolungata importazione nonché la diffusa abitudine di abbandonare gli animali, se ne sono avvistate colonie inselvatichitiche in varie città.
Possono vivere liberi all'interno di una stanza, purché si renda evidente la presenza del vetro delle finestre. In caso contrario è frequente che gli uccelli vi sbattano contro, ferendosi. Si adattano anche alla vita in una voliera o gabbia ampia, dalla quale si può farli uscire perché esplorino l'ambiente circostante. Amano fare bagni frequenti in vaschetta o sotto il getto del rubinetto e sono più abili ad arrampicarsi che nel volo. Qualora dovessero volare fuor dalla finestra potrebbero non essere in grado di ritornare.
Si nutrono di semi, bacche, germogli e frutta fresca e sono particolarmente golosi di zucchero. Un abuso in tal senso rende l'uccello soggetto al diabete ed è quindi da evitare accuratamente. Sono, infine, molto soggetti alle malattie da raffreddamento, che possono prendere dall'uomo. Un soggetto malato si distingue poiché si accovaccia sul fondo della gabbia senza produrre richiamo, con il piumaggio gonfio e gli occhi chiusi.
Le cure sono solitamente somministrate per aerosol a gabbia coperta.
In libertà vivono in ampie colonie di coppie. Spesso una coppia dà origine ad una vera famiglia che può arrivare fino alla ventina di elementi. Tali famiglie cercano il cibo da sole durante la giornata e si riuniscono al gruppo la sera.
Vivono fino a 20 anni.

## Galleria d'immagini

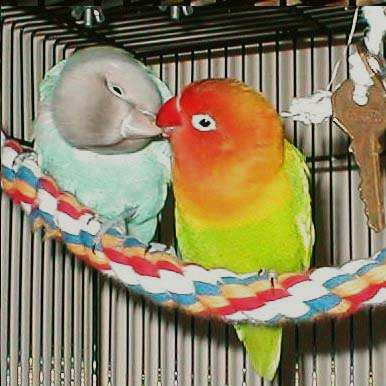
Coppia di uccelli appollaiati su una corda
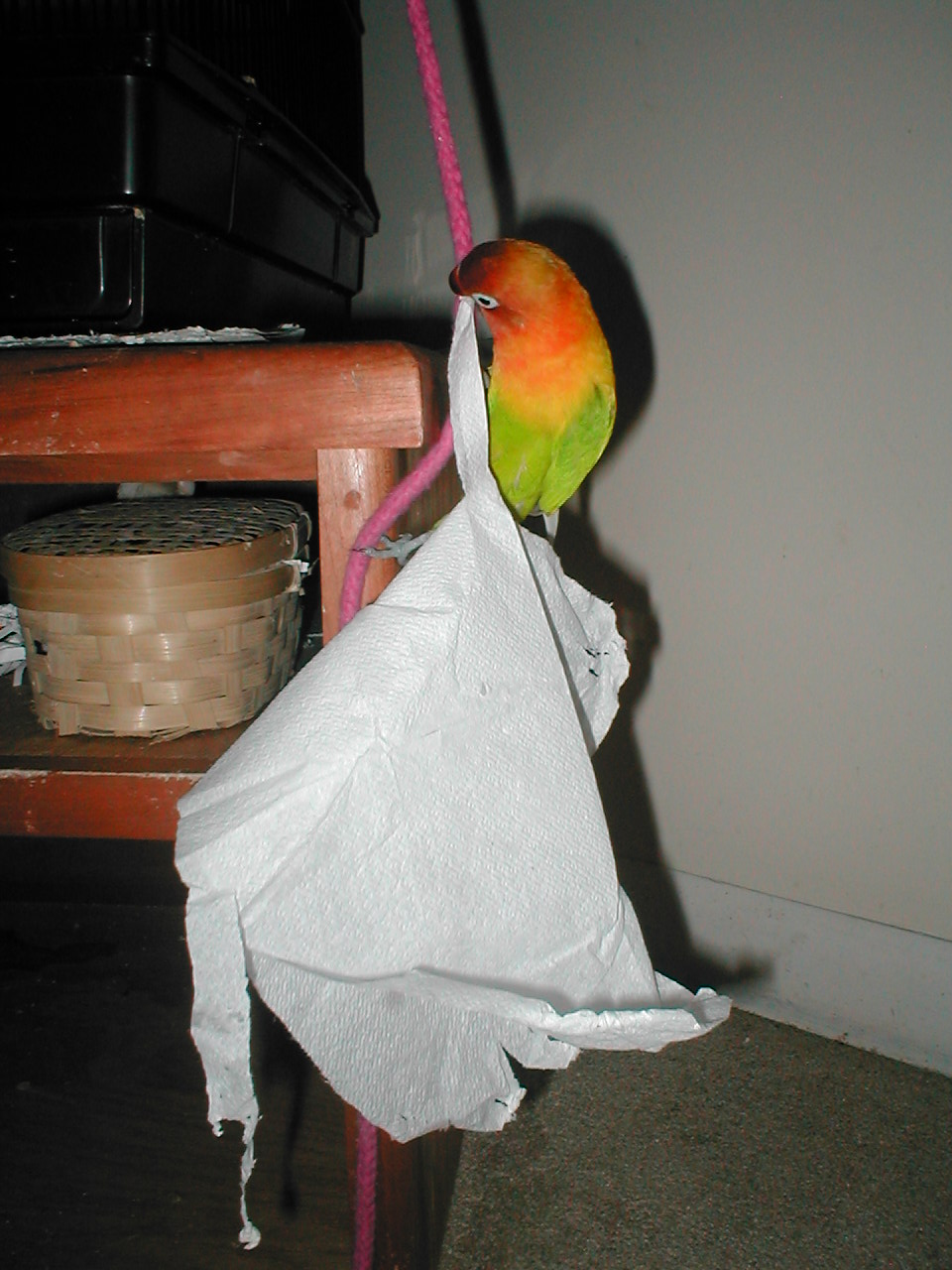
L'uccello che si tiene sospeso ad una corda col becco
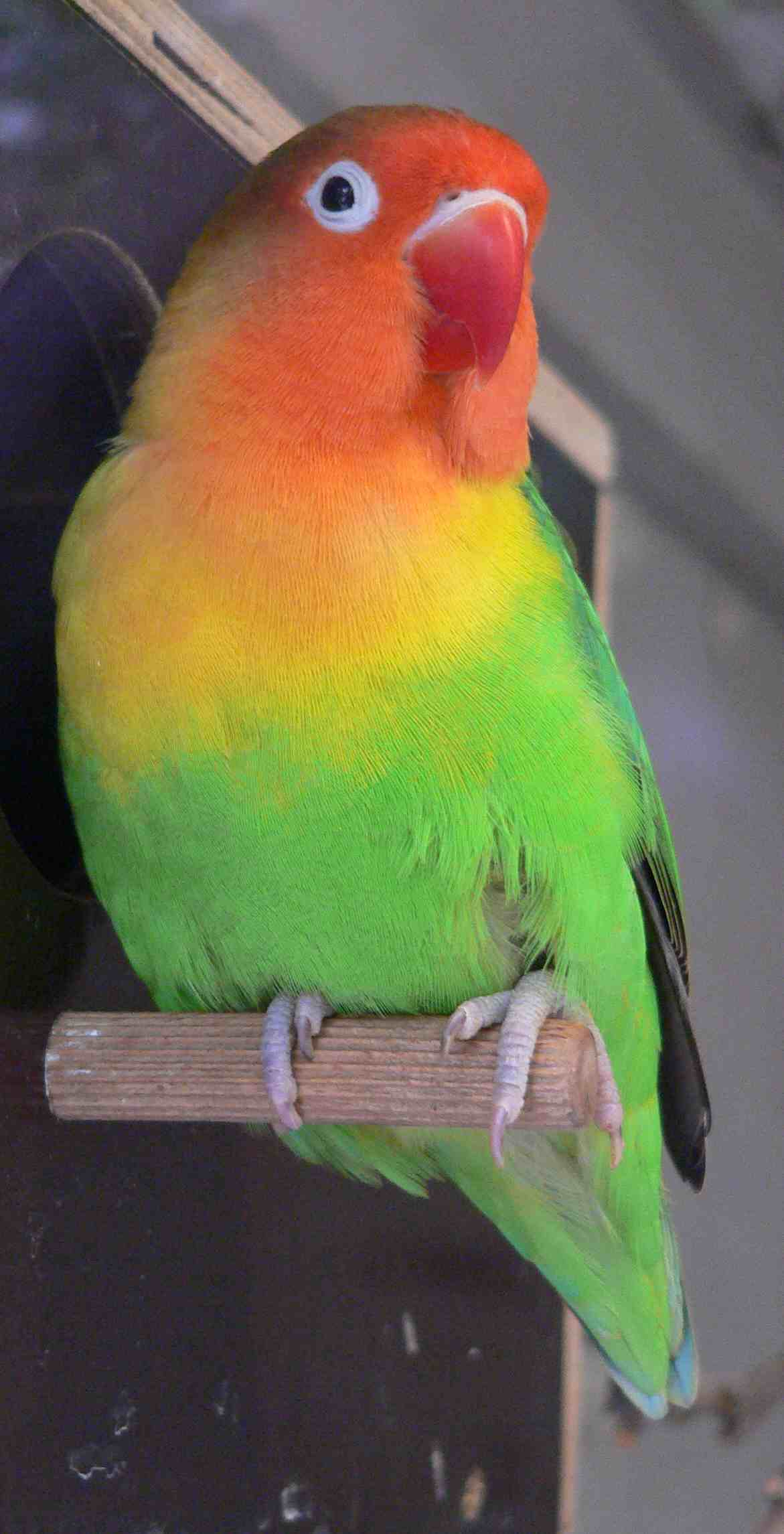
L'uccello appollaiato sul sostegno